# Nintoku
Nintoku, född 290, död 399, var regerande kejsare av Japan mellan 313 och 399.